# J. August Richards
Jaime Augusto Richards III, művésznevén J. August Richards (Washington, 1973. augusztus 28. –) amerikai színész.
Legismertebb alakítása Charles Gunn az Angel című sorozatban. A S.H.I.E.L.D. ügynökei című sorozatban szerepel.

## Fiatalkora
1973. augusztus 28-án született Washingtonban. Panamai származású. Bladensburgben nőtt fel. A Suitland High School vizuális és előadóművészeti programjába járt, és 1991-ben érettségizett. Ösztöndíjjal a USC School of Dramatic Arts-ra járt.

## Pályafutása
Első komolyabb szerepe az Angel című sorozatban volt. 2006-ban a Kötelező ítélet című sorozatban szerepelt. 2008 és 2009 között a Raising the Bar című sorozatban főszereplője volt. 2010-ben A Grace klinika című sorozatban tűnt fel. 2011-ben a 13-as raktár című sorozatban tűnt fel, mint Zach Adanto. 2013 és 2018 között A S.H.I.E.L.D. ügynökei című sorozatban volt mellékszereplő.

## Magánélete
2020 áprilisában nyilvánosan bevallotta, hogy meleg. 2023. szeptember 1-jén összeházasodott párjával, Joshua Gbor modellel.

## Filmográfia

### Filmek
| Év   | Magyar cím             | Eredeti cím                    | Szerep        | Magyar hang   |
| ---- | ---------------------- | ------------------------------ | ------------- | ------------- |
| 1995 | Megoldatlan egyenletek | Higher Learning                | Bulizó        |               |
| 1997 | Hamm Burger            | Good Burger                    | Griffen       | Juhász György |
| 1998 | Bolond szerelem        | Why Do Fools Fall in Love      | Sherman       |               |
| 2006 |                        | Paved with Good Intentions     | Travis Balden |               |
| 2016 |                        | If Congress Was Your Co-Worker | Steve         |               |

### Televíziós szerepek
| Év         | Magyar cím                   | Eredeti cím                      | Szerep                                | Megjegyzések                                                              |
| ---------- | ---------------------------- | -------------------------------- | ------------------------------------- | ------------------------------------------------------------------------- |
| 1988       | Cosby                        | Cosby                            | Roy                                   | 1 epizód                                                                  |
| 1993       |                              | Family Matters                   | férfi a plázában                      | 1 epizód                                                                  |
| 1995       |                              | OP Center                        | Az FBI furgontechnikusa               | 1 epizód                                                                  |
| 1995       | Űrháború 2063                | Space: Above and Beyond          | Thomas hadnagy                        | 1 epizód                                                                  |
| 1996       | Halálbiztos diagnózis        | Diagnosis Murder                 | Troy Sommers                          | 1 epizód                                                                  |
| 1997       | JAG – Becsületbeli ügyek     | JAG                              | Seaman Bernard                        | 1 epizód                                                                  |
| 1997       |                              | Good News                        | John Braxton                          | 1 epizód                                                                  |
| 1997       |                              | Players                          | Sam Bodie                             | 1 epizód                                                                  |
| 1998       |                              | Awesome Adventures               | önmaga                                | műsorvezető                                                               |
| 1998       | Chicago Hope kórház          | Chicago Hope                     | Eric Lane                             | 1 epizód                                                                  |
| 1998       | Spinédzserek                 | Clueless                         | Stewey                                | 1 epizód                                                                  |
| 1998       | Sliders                      | Sliders                          | Damon                                 | 1 epizód magyar hangja Csík Csaba Krisztián                               |
| 1998       |                              | The Temptations                  | Richard Street                        | 2 epizód                                                                  |
| 1999       | Lázadás                      | Mutiny                           | Reece Johnson                         | tévéfilm                                                                  |
| 1999       | Ügyvédek                     | The Practice                     | Michael Anderson                      | 1 epizód                                                                  |
| 1999       | Az elnök emberei             | The West Wing                    | Bill                                  | 1 epizód                                                                  |
| 1999       | Nash Bridges – Trükkös hekus | Nash Bridges                     | Ernie Vesper                          | 1 epizód                                                                  |
| 2000       |                              | Moesha                           | Sean                                  | 1 epizód                                                                  |
| 2000       | Alul semmi                   | Undressed                        | Bryce                                 | mellékszereplő                                                            |
| 2000       | Talán egyszer                | Any Day Now                      | Billy                                 | 1 epizód                                                                  |
| 2000       |                              | Running Mates                    | Randall segédje                       | tévéfilm                                                                  |
| 2000–2004  | Angel                        | Angel                            | Charles Gunn                          | főszereplő magyar hangja Hamvas Dániel (1. évad) Barát Attila (2–5. évad) |
| 2002       | Atomhajsza                   | Critical Assembly                | Allan Marshall                        | tévéfilm magyar hangja Bozsó Péter                                        |
| 2004       | CSI: Miami helyszínelők      | CSI: Miami                       | Bob Villa                             | 1 epizód                                                                  |
| 2006       | Kötelező ítélet              | Conviction                       | Billy Desmond                         | főszereplő magyar hangja Sótonyi Gábor                                    |
| 2006       | 4400                         | The 4400                         | John Shaffner                         | 1 epizód                                                                  |
| 2008–2009  |                              | Raising the Bar                  | Marcus McGrath                        | főszereplő                                                                |
| 2010, 2014 | A Grace klinika              | Grey's Anatomy                   | Richard Webber fiatalon               | 2 epizód                                                                  |
| 2010       |                              | The Defenders                    | Bracken                               | 2 epizód                                                                  |
| 2011       | A mentalista                 | The Mentalist                    | Dr. Vernon Watson                     | 1 epizód                                                                  |
| 2011       | 13-as raktár                 | Warehouse 13                     | Zach Adanto                           | 1 epizód                                                                  |
| 2012       | Emily doktornő               | Emily Owens, M.D.                | George Morgan                         | 1 epizód                                                                  |
| 2012       | A zöld íjász                 | Arrow                            | Mr. Blank                             | 1 epizód magyar hangja Holl Nándor                                        |
| 2013–2018  | A S.H.I.E.L.D. ügynökei      | Agents of S.H.I.E.L.D.           | Mike Peterson / Deathlok              | mellékszereplő magyar hangja Viczián Ottó                                 |
| 2014       |                              | The Lottery                      | Nathan Mitchell helyettes államtitkár | mellékszereplő                                                            |
| 2014–2016  | Elvált nők kézikönyve        | Girlfriends' Guide to Divorce    | Ford                                  | mellékszereplő magyar hangja Pál Tamás                                    |
| 2016       |                              | Notorious                        | Bradley Gregorian                     | főszereplő                                                                |
| 2017–2018  | Kevin, a minden6ó            | Kevin (Probably) Saves the World | Nathan Purcell helyettes              | főszereplő magyar hangja Barát Attila                                     |
| 2018       |                              | Giants                           | Andrew                                | 1 epizód                                                                  |
| 2020       |                              | Council of Dads                  | Dr. Oliver Post                       | főszereplő                                                                |
| 2021       | X generáció                  | Generation                       | Joe                                   | mellékszereplő                                                            |
| 2022       | Vámpírakadémia               | Vampire Academy                  | Victor Dashkov                        | mellékszereplő                                                            |
| 2022       | Az újonc                     | The Rookie                       | Lind                                  | 1 epizód                                                                  |